# جون ماكميلان (لاعب كرة قدم)
جون ماكميلان (بالإنجليزية: John McMillan)‏ هو مدرب كرة قدم ولاعب كرة قدم بريطاني في مركز نصف الجناح، ولد في 14 أبريل 1937 في Renton, West Dunbartonshire ‏ في المملكة المتحدة. لعب مع كارديف سيتي ونادي إكزتر سيتي ونادي دمبرتون.